# Sângeru, Prahova
Sângeru este satul de reședință al comunei cu același nume din județul Prahova, Muntenia, România.

## Monumente
- Conacul Bozianu